# Paul Hallinan
Paul John Hallinan (ur. 8 kwietnia 1911 w Painesville, Ohio, zm. 27 marca 1968 w Atlancie, Georgia) – amerykański duchowny rzymskokatolicki, pierwszy arcybiskup metropolita Atlanty.

## Życiorys
Przyszedł na świat w rodzinie Clarence’a i Rose Jane z domu Laracy. Ukończył Cathedral Latin School w Cleveland i Uniwersytet Notre Dame. Do kapłaństwa przygotowywał się w diecezjalnym St. Mary’s Seminary w Cleveland. Święcenia kapłańskie otrzymał w katedrze św. Jana Ewangelisty w Cleveland 20 lutego 1937 roku i inkardynowany został do diecezji Cleveland. W czasie wojny służył jako kapelan armii amerykańskiej w Australii, Nowej Gwinei i na Filipinach. Dosłużył się stopnia kapitana. Po wojnie pracę duszpasterską dzielił z dalszymi studiami na John Carroll University w Cleveland, który ukończył w roku 1953.
9 września 1958 papież Pius XII mianował go ordynariuszem diecezji Charleston w Karolinie Płd. Sakrę otrzymał w rodzimej katedrze z rąk ówczesnego delegata apostolskiego w USA Amleta Cicognaniego. Jako biskup dał się poznać jako zwolennik ruchu praw obywatelskich i równości rasowej. 19 lutego 1962 roku papież Jan XXIII powierzył mu funkcję arcybiskupa nowej metropolii Atlanty (ustanowionej kilka dni wcześniej). W roku 1963 uzyskał doktorat z historii na Western Reserve University w Cleveland. W czasie soboru watykańskiego II był zwolennikiem ekumenizmu i reformy liturgicznej (szczególnie wprowadzenia języków narodowych). Zasiadał w soborowej Komisji Liturgicznej (sprawował tam funkcję przewodniczącego Podkomisji ds. Sakramentów Św.). W duchu soborowego otwarcia Kościoła na laikat, powołał wielu świeckich do służby w archidiecezjalnych instytucjach. Zasiadał w zarządzie Katolickiego Uniwersytetu Ameryki, gdzie sprzeciwił się usunięciu liberalnego teologa Charlesa Currana. W trakcie drugiej sesji soborowej zachorował na zapalenie wątroby, co zaważyło na dalszym jego życiu i ostatecznie doprowadziło do przedwczesnej śmierci. W pogrzebie uczestniczył jego seminaryjny kolega (razem przyjęli też święcenia prezbiteratu) kardynał John Krol, który udzielił mu ostatniej absolucji. Pochowany został na cmentarzu Arlington w Atlancie. 
Abp Hallinan posiadał doktoraty honoris causa uniwersytetów Notre Dame i Western Reserve University.